# Interpublic
The Interpublic Group of Companies, Inc. (IPG) este o companie de publicitate americană cotată la bursă. Este alcătuită din cinci rețele mari: FCB, IPG Mediabrands, McCann Worldgroup, MullenLowe Group și Marketing Specialists, și, de asemenea, o mulțime de agenții independente de specialitate în zonele de relații publice, marketing sportiv, reprezentare de talent și îngrijirea sănătății. Este una din companiile "Big Four" de publicitate, alături de WPP, Publicis și Omnicom. Phillippe Krakowsky a devenit director general al companiei pe 1 ianuarie 2021.